# Audrey Dana
Pour les articles homonymes, voir Dana.
Audrey Dana est une comédienne, scénariste et réalisatrice française, née le 21 septembre 1977 à Rueil-Malmaison.

## Biographie

### Famille et vie privée
Audrey Dana grandit dans la Beauce au sein d'une famille de quatre enfants, dont Marie-Noëlle, sa grande sœur. Son père, journaliste français, est d'origine juive et sa mère américaine, Mary, est une assistante sociale de confession catholique, mais le thème de la religion n'est jamais abordé au sein de la famille. Audrey Dana affirme avoir eu une enfance difficile, notamment lorsque sa mère transforme leur domicile en un centre de la DDASS, accueillant des adolescents « à problème »,.
Elle est séparée du réalisateur Mabrouk El Mechri avec qui elle a un enfant, Lee, né en 2008. Elle est également la mère de Lucca Coulon-Dana, né en 2000, d'une précédente union, qui joue dans son film, Sous les jupes des filles.

### Débuts et révélation critique (années 2000)
Audrey Dana suit des cours de théâtre, obtient le premier prix d'art dramatique du conservatoire d'Orléans, puis poursuit sa formation à l'École supérieure d'art dramatique de Paris.
Après deux années à New York, elle revient en France où elle enchaîne les rôles au théâtre, notamment dans Nos amis les humains ou encore La sœur du Grec. Elle rencontre Claude Lelouch qui lui propose le rôle d'Huguette dans Roman de gare avec Dominique Pinon et Fanny Ardant, rôle pour lequel elle sera nommée aux César dans la catégorie meilleur espoir féminin.

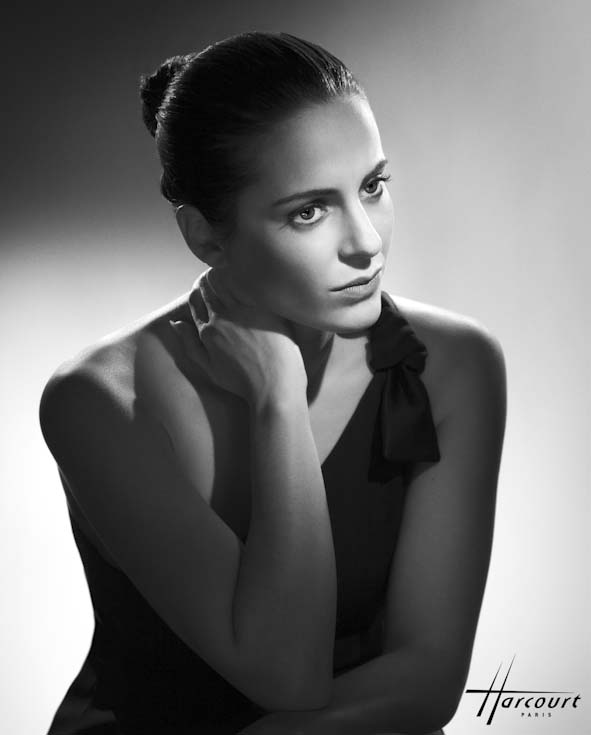
Audrey Dana photographiée en 2009 par le Studio Harcourt.

Elle reçoit le prix Romy-Schneider en 2008.
Elle s'essaye ensuite aux comédies avec Ce soir je dors chez toi (2007) d'Olivier Baroux, La différence, c'est que c'est pas pareil (2009) de Pascal Laëthier, ou encore Tellement proches (2009) d'Éric Toledano et Olivier Nakache avec Vincent Elbaz, Isabelle Carré, François-Xavier Demaison et Omar Sy.
Elle revient ensuite au drame en se voyant confier le rôle de Marion dans le film social Welcome (2009), de Philippe Lioret, où elle partage l'affiche avec Vincent Lindon.
En 2009, elle est dirigée par Bertrand Blier dans la comédie noire Le Bruit des glaçons, avec Jean Dujardin, puis est à l'affiche du thriller d'action 600 kilos d'or pur d'Éric Besnard et de la comédie dramatique Nous trois, de Renaud Bertrand.
Aux César 2010, elle est nommée au César de la meilleure actrice dans un second rôle, pour Welcome.

### Retour aux planches et passage à la réalisation (années 2010)

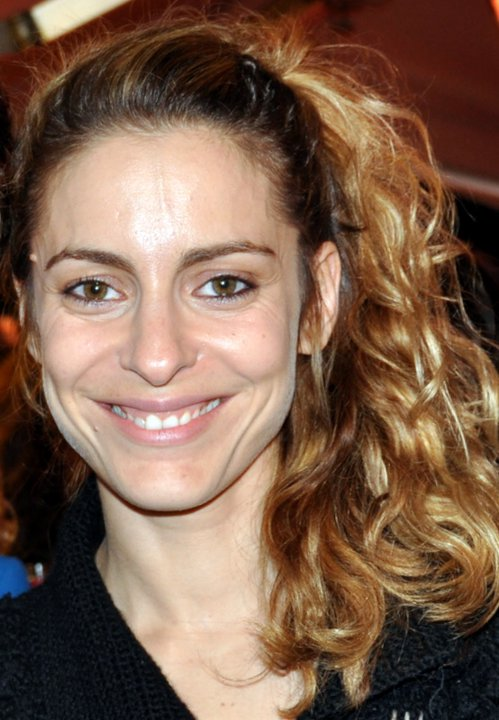
Audrey Dana au festival du film de Cabourg 2011.

Audrey Dana retrouve Claude Lelouch pour un premier rôle : celui d'Ilva dans la comédie dramatique musicale Ces amours-là, entourée de Laurent Couson, Raphaël, Dominique Pinon, Samuel Labarthe, Jacky Ido et Anouk Aimée. Le film sort fin 2010, mais connait un échec commercial cuisant.
Cette même année, elle remonte sur les planches, dans Audition de Jean-Claude Carrière, avec Jean-Pierre Marielle et Manu Payet, au théâtre Édouard-VII, mis en scène par Bernard Murat. La collaboration est fructueuse avec Murat, puisqu'elle enchaîne avec l'adaptation d'une pièce de Tennessee Williams, Le Paradis sur terre, avec Johnny Hallyday et Julien Cottereau dès le mois de septembre 2011 au théâtre Édouard-VII.
Parallèlement à sa carrière de comédienne, Audrey Dana s'exerce également au métier de scénariste et de réalisatrice. Après un court métrage, 5 à 7, avec Jocelyn Quivrin (2008), elle entame la réalisation de son premier long métrage en 2013, alors intitulé Homo-Sapiennes. Elle parvient à réunir un casting de stars pour cette chronique de la Parisienne contemporaine, dont Isabelle Adjani, Vanessa Paradis et Laetitia Casta. Sorti en 2014, finalement sous le titre Sous les jupes des filles, le film divise la critique mais convainc commercialement.
En 2015, Audrey Dana revient à l'affiche de deux films : d'abord aux côtés de Laurent Lafitte et Mélanie Laurent dans le mélodrame Boomerang, un drame écrit et réalisé par François Favrat qui, s'il déçoit commercialement, est bien accueilli par la critique. Puis la comédie Pension complète, opposant Gérard Lanvin et Franck Dubosc, sous la direction de Florent-Emilio Siri, plutôt connu pour ses thrillers musclés — Nid de guêpes en 2002 et Otage en 2005 — et acclamé pour son travail sur le film biographique Cloclo, sorti en 2012. Mais pour cet essai hors de son genre de prédilection, l'échec critique et commercial est complet.
En 2017 sort la comédie Si j'étais un homme, son deuxième long métrage en tant que réalisatrice. Elle y tient également le rôle principal, celui d'une mère de famille se voyant dotée d'un changement inattendu au-dessous de la ceinture. Le film est éreinté par la critique et est un échec au box-office.
En mai 2022, son troisième long métrage, Hommes au bord de la crise de nerfs, co-écrit avec Claire Barré, raconte l'histoire de sept hommes que tout oppose réunis dans le Vercors pour une thérapie de groupe en pleine nature, sous l'égide d'une coach décroissante et créative, Oméga.

## Filmographie

### Actrice

#### Cinéma
- 1983 : Le Faucon de Paul Boujenah : Samantha
- 2007 : Nos amis les Terriens de Bernard Werber : Agathe
- 2007 : Roman de gare de Claude Lelouch : Huguette
- 2007 : Chacun son cinéma, dans la séquence de Claude Lelouch
- 2007 : Ce soir je dors chez toi d'Olivier Baroux : Manureva
- 2008 : Second Souffle, court métrage de Varante Soudjian
- 2009 : Ah ! la libido de Michèle Rosier : Betty
- 2009 : Welcome de Philippe Lioret : Marion Calmat
- 2009 : La différence, c'est que c'est pas pareil de Pascal Laëthier : Agnès
- 2009 : Tellement proches d'Olivier Nakache et Éric Toledano : Catherine
- 2010 : Nous trois de Renaud Bertrand : Michèle Martin
- 2010 : 600 kilos d'or pur d'Éric Besnard : Camille
- 2010 : Le Bruit des glaçons de Bertrand Blier : Carole
- 2010 : Ces amours-là de Claude Lelouch : Ilva
- 2012 : Torpedo de Matthieu Donck : Christine
- 2012 : Le Secret de l'enfant fourmi de Christine François : Cécile
- 2013 : Les Jeux des nuages et de la pluie de Benjamin de Lajarte : Ninon
- 2013 : Denis de Lionel Bailliu : Anna
- 2014 : La Ritournelle de Marc Fitoussi : Laurette
- 2014 : Sous les jupes des filles d'Audrey Dana : Jo
- 2015 : Boomerang de François Favrat : Angèle
- 2015 : Pension complète de Florent-Emilio Siri : Pascale
- 2017 : Si j'étais un homme d'Audrey Dana : Jeanne
- 2017 : Sage Femme de Martin Provost : la chef de service de l'hôpital moderne
- 2017 : Knock de Lorraine Lévy : Mlle Mousquet, la pharmacienne
- 2019 : Convoi exceptionnel de Bertrand Blier : La showrunneuse
- 2019 : La Vérité si je mens ! Les débuts de Michel Munz et Gérard Bitton : Hélène
- 2020 : Profession du père de Jean-Pierre Améris : Denise Choulans
- 2021 : Les Choses humaines d'Yvan Attal : Valérie Berdah
- 2023 : Les Âmes sœurs d'André Téchiné : Rachel

#### Télévision
- 2006 : Joséphine, ange gardien (série télévisée), épisode Un passé pour l'avenir de Philippe Monnier : Nina Lafon
- 2012 : Le Dindon (captation pièce de théâtre) d'Emmanuel Murat : Amandine
- 2013 : Le Métis de Dieu (téléfilm) d'Ilan Duran Cohen : Fanny
- 2019 : Le Voyageur (téléfilm) de Stéphanie Murat : Christine Bois
- 2019 : Pour Sarah (mini-série) de Frédéric Berthe : Judith
- 2021 : L'Ami qui n'existe pas (téléfilm) de Nicolas Cuche : Camille
- 2022 : Le Patient (téléfilm) de Christophe Charrier : Betty
- 2022 : La Vie devant (série suisse en 6 épisodes) de Klaudia Reynicke (réalisatrice) et Frédéric Recrosio (scénariste) : Valéria
- 2024 : Zorro (série) d'Émilie Noblet : Gabriella de la Vega

### Réalisatrice et scénariste
- 2008 : 5 à 7 (court métrage)
- 2014 : Sous les jupes des filles
- 2017 : Si j'étais un homme
- 2022 : Hommes au bord de la crise de nerfs

## Théâtre
- 2001 : Le Carton de Clément Michel, mise en scène d'Eric Hénon et Clément Michel, Lucernaire
- 2004 : Nos amis les humains de Bernard Werber, mise en scène Jean-Christophe Barc, Comédie Bastille
- 2005 : La Sœur du Grec d'Éric Delcourt, mise en scène Jean-Luc Moreau, Comédie Bastille puis théâtre Fontaine
- 2008 : Revoir Amélie, d'Audrey Dana et Alex Nguyen, mise en scène Elise McLeod, Funambule Montmartre
- 2010 : Audition de Jean-Claude Carrière, mise en scène Bernard Murat, théâtre Édouard-VII
- 2011 : Le Paradis sur terre de Tennessee Williams, mise en scène Bernard Murat, théâtre Édouard-VII
- 2012 : Le Dindon de Georges Feydeau, mise en scène Bernard Murat, théâtre Édouard-VII
- 2012 : La Sœur du Grec d'Éric Delcourt, mise en scène Jean-Luc Moreau, Le Splendid
- 2013 : Ring de Léonore Confino, mise en scène Catherine Schaub, théâtre du Petit-Saint-Martin
- 2017 : Indociles de Murielle Magellan, mise en scène Audrey Dana, théâtre des Mathurins

## Publication
- 2019 : FA(M)ILLE éd. Équateurs,  (ISBN 9782849905982)

## Distinctions

### Récompenses
- Prix Romy-Schneider 2008
- Prix Henri-Langlois 2015 : Trophée Révélation pour Sous les jupes des filles[8]
- Trophées du Film français 2015 : Trophée de la première œuvre pour Sous les jupes des filles[9]

### Nominations
- César 2008 : César du meilleur espoir féminin pour Roman de gare
- César 2010 : César de la meilleure actrice dans un second rôle pour Welcome

### Décorations
- Chevalière de l'ordre des Arts et des Lettres (2013)[10]
- Officière de l'ordre des Arts et des Lettres (2021)[11]